# Tranebergs Idrottsplats
Il Tranebergs IP era un impianto sportivo sito nel quartiere Traneberg di Stoccolma. Inaugurato nel settembre del 1911, fu chiuso nel 1935. Dal 1911 a 1935 è stato lo stadio del Djurgården, trasferitosi poi al più capiente Olympiastadion.

## Storia

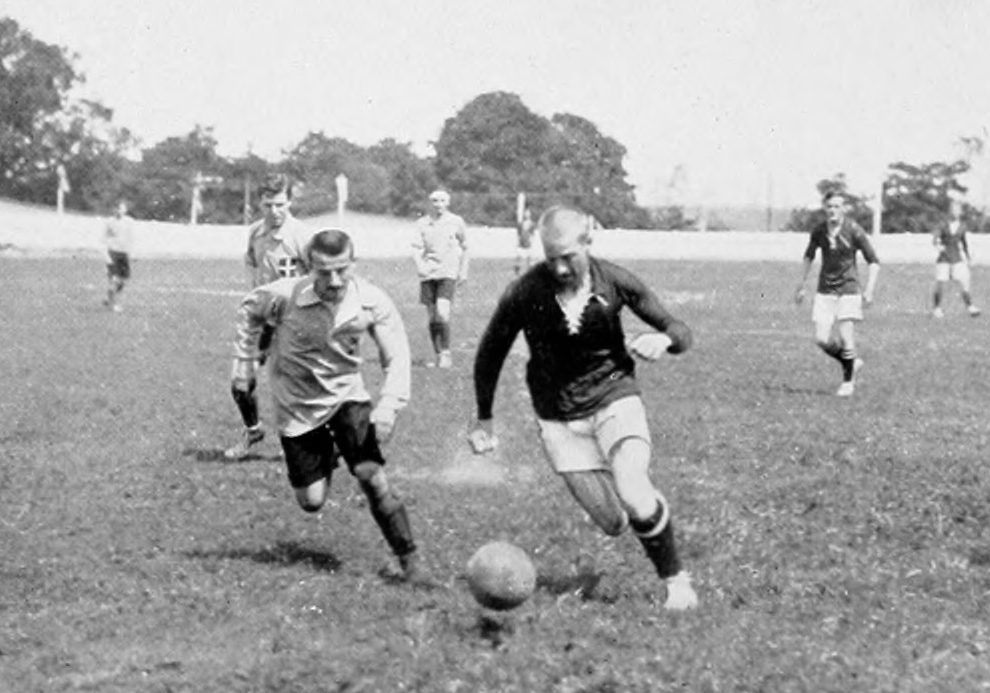
La Finlandia batte l'Italia al torneo olimpico di calcio del 1912.

L'impianto è stato inaugurato nel settembre del 1911 dal principe ereditario Gustavo Adolfo di Svezia. In questo stadio sono state giocate alcune partite del torneo olimpico di calcio del 1912.
Nel 1910 i dirigenti del Djurgården si rifiutarono di giocare le partite casalinghe nello stesso campo dove giocava l'AIK; la municipalità di Stoccolma così offrì loro un'area "appena fuori Tranebergs", e nel 1911 i "Järnkaminerna" si trasferirono in questo impianto, anche se molte partite importanti furono giocate allo Stadio Olimpico.
Dopo 25 anni, quando il contratto di locazione fu scaduto, il Djurgården si trasferì definitivamente allo Stadio Olimpico di Stoccolma. L'ultima partita giocata qui dalla squadra di casa si disputò il 29 settembre 1935  contro lo Skärblacka, terminata sul il risultato di 5-2. Gli spalti furono poi demoliti e la municipalità di Stoccolma progettava di costruire sul vecchio campo delle abitazioni, cosa che non è mai avvenuta. Oggi sull'area del vecchio Tranebergs Idrottsplats si trova un parco.
L'unico ricordo risalente fino ad oggi del vecchio impianto, sono i resti di un muro in pietra che correva lungo la curva ovest. Nel 2010 nel parco sono state installa delle porte da calcio come ricordo dello stadio che sorgeva li in passato.

## Incontri internazionali

### Partite dei Giochi Olimpici 1912

#### Torneo olimpico
- Italia 2-3  Finlandia - (turno di qualificazione, 29 giugno);
- Russia 1-2  Finlandia - (quarti di finale, 30 giugno).

#### Torneo di consolazione
- Austria 1-0  Norvegia - (turno di qualificazione, 1º luglio).